# Vjeko Ključarić
Vjekoslav Ključarić (Zagreb, 15. rujna 1992.) poznat i kao Vjeko, hrvatski je glazbenik.
Vjekoslav široj javnosti postaje poznat sudjelovanjem u drugoj sezoni glazbenog showa The Voice Hrvatska. Nastupio je u popularnom HRT-ovom showu A-strana.

## Život i karijera
Prve godine svog života Ključarić proveo je u Zaprešiću, a tijekom osnovne škole seli s obitelji u Punat na otoku Krku. Paralelno s glazbom, njeguje i ljubav prema ekstremnom sportu – cable wakeboardingu – te 2007. osvaja titulu prvaka Hrvatske i Slovenije u Junior Men kategoriji. Vjeko je također bio dio wakeboarding reprezentacije koja je na Europskom prvenstvu u Turskoj predstavljala Hrvatsku. Nažalost, na prvenstvu u Turskoj ozlijedio je koljeno te njegova profesionalna wakeboarding karijera tu završava. 
Prvi demo bend „Šoder“ Vjeko je osnovao s 15 godina te s njim nastupa na brojnim alternativnim festivalima poput Prvomajskog inkubatora, HGF-a, RiRock, itd. 2012. i 2013. godine Vjeko samostalno nastupa na festivalu Zlatni otok pjeva gdje 2012. godine osvaja Nagradu publike, a 2013. pobjeđuje i prima Nagradu žirija. Od 2012. do 2017. Vjekoslav, kako kaže „za gušt“, nastupa s rock'n'roll cover bendom Open Road diljem hrvatske s kojim je između ostalog bio predgrupa Atomskom skloništu. 
2016. godine Vjeko se nakon dvije predaudicije uspješno plasirao u drugu sezonu HRT-ovog glazbenog showa The Voice Hrvatska i nakon blind audicije ulazi u tim Jacquesa Houdeka. Nakon pjevačkog dvoboja s drugim pjevačima iz Jacquesovog tima, Vjekoslava izbacuje Jacques i u svoj tim preuzima Ivan Dečak. Nakon prve live emisije Vjeko ispada iz showa. 
Po završetku The Voicea započinje Vjekoslavova solo karijera. U ožujku 2017. objavljuje duet s Eni Jurišić „Prije nego nestane“ koja postiže 8. mjesto na HR Top 40 listi. Istovremeno Vjekoslav nastavlja svoj pjevački angažman u najgledanijem HRT-ovom glazbenom showu A-strana u kojem nastupa pune 4 sezone, a povremeno sudjeluje u HRT-ovim božićnim i novogodišnjim specijalima. 
Vjeko je do sad izdao singlove „Ti si ta“, „Sretan kraj“, „Karte za sreću“, „Samo hodaj dalje“ i „Neka zvona zvone“ koji je postigao 7. mjesto na HR Top 40 ljestvici, te najnoviji singl „Nije kraj“.
U ožujku 2023. Vjekoslav se priključuje 12. sezoni HRT-ovog popularnog showa Zvijezde pjevaju. Vjeko je vokalni mentor mladom glumcu Lovru Juragi te dvojac već od prve emisije oduševljeva žiri i publiku svojim nastupima.

## Privatni život
U svibnju 2022. Vjekoslav se vjenčao s pjevačicom Eni Jurišić, nakon sedam godina duge veze koja je započela na The Voiceu gdje su oboje bili natjecatelji. U siječnju 2023. objavili su da čekaju djevojčicu.